# Eeuwig Edict (1667)

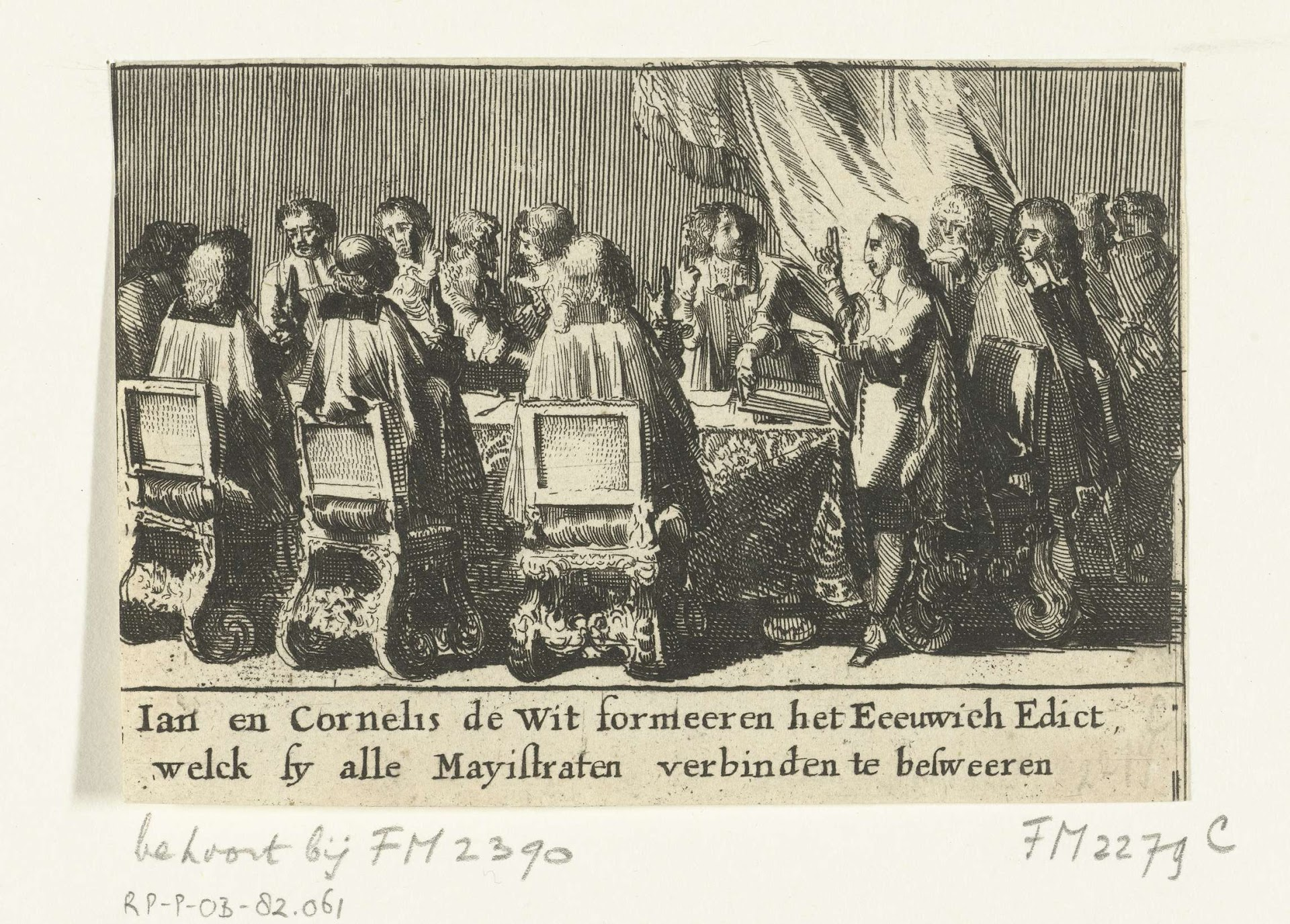
De aanname van het Eeuwig Edict door de Staten van Holland. Romeyn de Hooghe (1675).

Het Eeuwig Edict is een resolutie van 5 augustus 1667 van de Staten van Holland, waarin ze besloten tot afschaffing van het stadhouderschap in Holland en de politieke functies van de stadhouder voortaan zelf uit te voeren. De overige zes gewesten van de Republiek der Verenigde Nederlanden werd verzocht om het stadhouderschap onverenigbaar te verklaren met het kapitein-generaalschap. Raadpensionaris Johan de Witt was voor het Edict. De resolutie werd slechts 5 dagen na het sluiten van de Vrede van Breda aangenomen.
Gaspar Fagel (pensionaris van Haarlem) en Gillis Valckenier (burgemeester van Amsterdam) waren de opstellers van het Edict. Men wilde het Eerste Stadhouderloos Tijdperk "eeuwig" laten voortduren en de Oranjepartij, die prins Willem III van Oranje-Nassau aan de macht wilde brengen, de pas afsnijden. Volgens de historicus Lieuwe van Aitzema (1600–1669) wilden de Hollanders baas zijn in eigen huis en was dit met het Eeuwig Edict eindelijk gelukt.
Wel werden er bepalingen opgenomen die er toe moesten leiden dat Willem uiteindelijk weer het opperbevel over het Staatse leger zou krijgen.
De andere zes gewesten zouden op 31 mei 1670 met de Akte van Harmonie de algemene strekking van het Edict onderschrijven.
In het Rampjaar 1672 grepen de orangisten met geweld de macht en vermoordden De Witt. Het Edict werd door alle gewesten herroepen (in sommige Hollandse steden werden exemplaren ervan verbrand) en het stadhouderschap in ere hersteld ten gunste van Willem III.